# Distretto di Horgen
Il distretto di Horgen è un distretto del Canton Zurigo, in Svizzera. Confina con i distretti di Affoltern a ovest, di Zurigo a nord e di Meilen a est, con il Canton Svitto (distretto di Höfe) a sud-est e con il Canton Zugo a sud. Il capoluogo è Horgen. Comprende una parte del lago di Zurigo.

## Comuni
Amministrativamente è diviso in 9 comuni:
- Adliswil
- Horgen
- Kilchberg
- Langnau am Albis
- Oberrieden
- Richterswil
- Rüschlikon
- Thalwil
- Wädenswil

### Divisioni
- 1773: Horgen → Hirzel, Horgen, Oberrieden

### Fusioni
- 2018: Hirzel, Horgen → Horgen
- 2019: Hütten, Horgen → Wädenswil